# Roadie - Le strade del rock
Roadie - Le strade del rock (Roadie), anche Roadie - La via del rock, è un film del 1980 diretto da Alan Rudolph ed interpretato da note star della musica rock americana.